# Lubiczów
Lubiczów – wieś w Polsce położona w województwie mazowieckim, w powiecie warszawskim zachodnim, w gminie Stare Babice. Ma status sołectwa.
W latach 1975–1998 miejscowość administracyjnie należała do województwa warszawskiego.
Wieś znajduje się przy drodze wojewódzkiej nr 580 z Warszawy przez Leszno do Żelazowej Woli i Sochaczewa, która stanowi oś wsi. Wzdłuż drogi zabudowania związane z rolnictwem oraz handlem i usługami.